# Private IP-Adresse
Private IP-Adressen sind IP-Adressen, die von der IANA nicht im Internet vergeben sind. Sie wurden für die private Nutzung aus dem öffentlichen Adressraum ausgespart und können von jedermann ohne vorherige Registrierung in lokalen Netzen genutzt werden. Damit entfällt der administrative Mehraufwand einer IP-Adresszuteilung durch eine Local Internet Registry.
Da die privaten IP-Adressräume in unterschiedlichen Netzen gleichzeitig genutzt werden können, ist dies von Vorteil bezüglich der Adressknappheit von IPv4, da dadurch die exklusiv zugeteilten öffentlichen IPv4-Adressen eingespart werden. Durch Port Address Translation ist es möglich, mehrere private IP-Adressen eines lokalen Netzes beim Zugriff auf das Internet auf eine einzelne öffentliche IP-Adresse abzubilden.

## Funktionsweise
Viele Rechnernetze benötigen zwar im Inneren volle Konnektivität auf IP-Ebene, jedoch nur einen eingeschränkten Internetzugang. Weist man jedem Rechner, der an ein solches Rechnernetz angeschlossen ist, eine private IP-Adresse zu, so bildet das Rechnernetz ein Intranet, auf das aus dem Internet heraus nicht zugegriffen werden kann, da die Internet-Router die privaten Adressbereiche ignorieren.
Ein Gateway oder Router, der in diesem privaten Netz platziert ist und der außer einer privaten IP-Adresse im privaten Netz auch noch zusätzlich eine öffentliche Adresse im Internet hat, kann für dieses private Netz den Internetzugang herstellen. Dies kann über einen Proxy geschehen oder mittels NAT/PAT/Masquerading.
Da der genutzte private Adressbereich immer nur innerhalb des privaten Netzes sichtbar ist, können seine Adressen auch in anderen privaten Netzen vergeben werden, ohne dass die vom Internet Protocol geforderte Eindeutigkeit jeder IP-Adresse verloren ginge; in jedem privaten Netz gilt in den global ausgesparten Adressbereichen nur die lokale Adressbelegung, falls denn überhaupt eine konfiguriert wurde.
Dadurch, dass die privaten IP-Adressen außerhalb des eigenen Netzes nicht auftreten, findet eine Verschleierung der lokalen IP-Adressen nach außen statt, wodurch die Internetzugriffe aus dem lokalen Netz heraus in gewissem Maße anonymisiert werden. Hierdurch wird auch ein gewisses Maß an Sicherheit erreicht, da Zugriffe von außen auf lokale Rechner erstmal nicht möglich sind.
Private IP-Adressen sind im Internet nicht eindeutig, so dass ein Routing von einem Teilnehmer zu einem anderen Teilnehmer nicht möglich ist. Oft wird aus diesem Grund fälschlicherweise behauptet, dass private IP-Adressen nicht routbar seien. Dies ist jedoch ein Irrtum, vielmehr werden auch sie geroutet, allerdings nur innerhalb eines Teilnehmernetzes (z. B. lokales Netz, Tunnelnetze eines Providers, …).
Gibt ein Administrator dagegen einem Rechner im lokalen Netz eine IP-Adresse, die nicht aus den eigens dafür reservierten, privaten Adressbereichen, sondern aus dem öffentlichen Adressbereich stammt, so kann kein Internet-Rechner aus diesem öffentlichen Netz mehr erreicht werden. Die Eindeutigkeit der Adresszuordnung ist dann nämlich verletzt, stattdessen wird immer auf den lokalen Rechner mit gleicher Adresse zugegriffen. Von außerhalb des lokalen Netzes kann dagegen ohne Probleme auf den im Internet eingestellten Rechner zugegriffen werden. Eine nichtprivate Adresse in einem privaten Netz zu vergeben ist also in aller Regel ein Fehler bei dessen Konfiguration.

## Private Adressbereiche
Von der IANA wurden drei private IP-Adressbereiche festgelegt, die 1994 im RFC 1597 dokumentiert wurden. Diese Festlegungen blieben auch 1996 bei der Ablösung des RFC 1597 durch den noch heute gültigen RFC 1918 erhalten. Jeder der drei Bereiche liegt in einer anderen Klasse des historischen Netzklassen-Konzepts.
Mittels Subnetting kann auch nur ein Teil eines privaten Adressbereichs genutzt werden. Im Falle des 32-Bit-IP-Adress-Raumes für IPv4 kann man zum Beispiel ein Subnetz einer eigenen Verwendung zuführen, indem variabel viele führende Bits für die Subnetzkennung reserviert werden. Reserviert man z. B. 8 Bits, sind nur noch 24 Bits für die Identifikation der Endgeräte verfügbar.
| Netzadressbereich               | CIDR-Notation  | Verkürzte CIDR-Notation | Anzahl Adressen  | Anzahl Netze gemäß Netzklasse (historisch)                                                |
| ------------------------------- | -------------- | ----------------------- | ---------------- | ----------------------------------------------------------------------------------------- |
| 10.0.0.0 bis 10.255.255.255     | 10.0.0.0/8     | 10/8                    | 224 = 16.777.216 | Klasse A: 1 privates Netz mit 16.777.216 Adressen; 10.0.0.0/8                             |
| 172.16.0.0 bis 172.31.255.255   | 172.16.0.0/12  | 172.16/12               | 220 = 1.048.576  | Klasse B: 16 private Netze mit jeweils 65.536 Adressen; 172.16.0.0/16 bis 172.31.0.0/16   |
| 192.168.0.0 bis 192.168.255.255 | 192.168.0.0/16 | 192.168/16              | 216 = 65.536     | Klasse C: 256 private Netze mit jeweils 256 Adressen; 192.168.0.0/24 bis 192.168.255.0/24 |

## Shared Address
Wegen des Adressmangels und zunehmender Konflikte bei den oben genannten IP-Adressbereichen wurde ein weiterer Bereich zur mehrfachen Verwendung freigegeben. Dieser Bereich 100.64.0.0/10 RFC 6598 ist speziell für Internetdienstanbieter zur Verwendung mit Carrier-grade NAT (CGNAT) vorgesehen.
| Netzadressbereich              | CIDR-Notation | Verkürzte CIDR-Notation | Anzahl Adressen | Anzahl Netze gemäß Netzklasse (historisch) |
| ------------------------------ | ------------- | ----------------------- | --------------- | ------------------------------------------ |
| 100.64.0.0 bis 100.127.255.255 | 100.64.0.0/10 | 100.64/10               | 222 = 4.194.304 | –                                          |

## Link Local
Weiterhin hat der Adressraum 169.254.0.0/16, der gemäß RFC 5735 als Link Local ausgezeichnet ist, eine ähnliche Sonderstellung. Mittels Zeroconf bzw. Automatic Private IP Addressing (APIPA) können Endgeräte automatisch eine IP-Adresse aus diesem Bereich verwenden.
| Netzadressbereich               | CIDR-Notation  | Verkürzte CIDR-Notation | Anzahl Adressen | Anzahl Netze gemäß Netzklasse (historisch)           |
| ------------------------------- | -------------- | ----------------------- | --------------- | ---------------------------------------------------- |
| 169.254.0.0 bis 169.254.255.255 | 169.254.0.0/16 | 169.254/16              | 216 = 65.536    | Klasse B: 1 Netz mit 65.536 Adressen; 169.254.0.0/16 |

## Adresskonflikte bei VPN
Die Benutzung privater Adressbereiche führt regelmäßig zu Problemen, wenn etwa Netzwerke per VPN miteinander gekoppelt werden, und beide Standorte dieselben Netze verwenden. Denn nur, wenn die auf beiden Seiten vergebenen Adressen verschieden sind, tritt kein Konflikt auf.
Dem kann im Vorfeld entgegengewirkt werden, indem auch bei unverbundenen Netzen die privaten Adressbereiche eines Firmennetzes durchdacht und sinnvoll aufgeteilt werden. Alternativ kann Source-NAT verwendet werden, um den Adresskonflikt zwischen den Netzwerken zu lösen.

## IPv6
Das IPv6-Pendant heißt Unique Local Addresses. Aufgrund des größeren Adressraums nutzt man dort 40 Bit der Netzadresse als zufällig gewählten Identifikator. Dieser soll die Wahrscheinlichkeit der Einmaligkeit eines privaten Netzes erhöhen, um Adresskonflikte bei einem Zusammenschluss privater Netze zu vermindern.